# Подростки (фильм)
«Подростки» (араб. المراهقات‎, El morahekate) — египетский фильм 1960 года, мелодрама с участием популярной звезды египетского кино Магды. Фильм входит в список самых кассовых фильмов советского кинопроката[сколько?]: 455 место — его посмотрели 28,2 млн. советских кинозрителей.

## Сюжет
Молодая, непосредственная воспитанница пансиона Нада на вечеринке у подруги влюбилась в блестящего офицера, героя войны, летчика Аделя, который отвечает ей взаимностью. Но строгие законы и древние предрассудки мешают счастью влюбленных. Семья Нады отказывает Аделю. Убитая горем девушка пытается покончить жизнь самоубийством. Внезапное появление Аделя возле тяжело больной Нады и согласие её родителей на их брак возвращают девушку к жизни.

## В ролях
- Магда — Нада
- Рушди Абаза — Адель
- Хусейн Риад — дедушка Нады
- Азиза Хелми — мать Нады
- Мухаммад Абаза — Тарек
- Ихсан Шериф — Сафийя
- Зизи Мустафа — Сафийя в детстве
- Адля Кясиб — Сана
- Нада Нокраши — Сана в детстве
- Джалал Иса
- Надия Эззат

## Премьеры
Египет — 5 декабря 1960 года национальная премьера фильма в Каире (Египет).
 — европейская премьера фильма состоялась в июне 1961 года на 11-м МКФ в Западном Берлине.
 СССР — с 9 февраля 1970 года фильм демонстрировался в советском кинопрокате.

## Номинации
- "Подростки" были выдвинуты Египтом в номинирование на премию «Оскар» (1961) за лучший фильм на иностранном языке, однако не вошли в шорт-лист номинации.
- Фильм был включён в основную конкурскную программу11-го Берлинского международного кинофестиваля (1961).